# Дуб-Бор
Дуб-Бор (рос. Дуб-Бор) — присілок в Псковському районі Псковської області Російської Федерації.
Населення становить 17 осіб. Входить до складу муніципального утворення Серьодкинська волость.

## Історія
Від 2015 року входить до складу муніципального утворення Серьодкинська волость.

## Населення
| 2001 | 2002 | 2010 |
| ---- | ---- | ---- |
| 27   | ↗33  | ↘17  |